# Opéra taïwanais

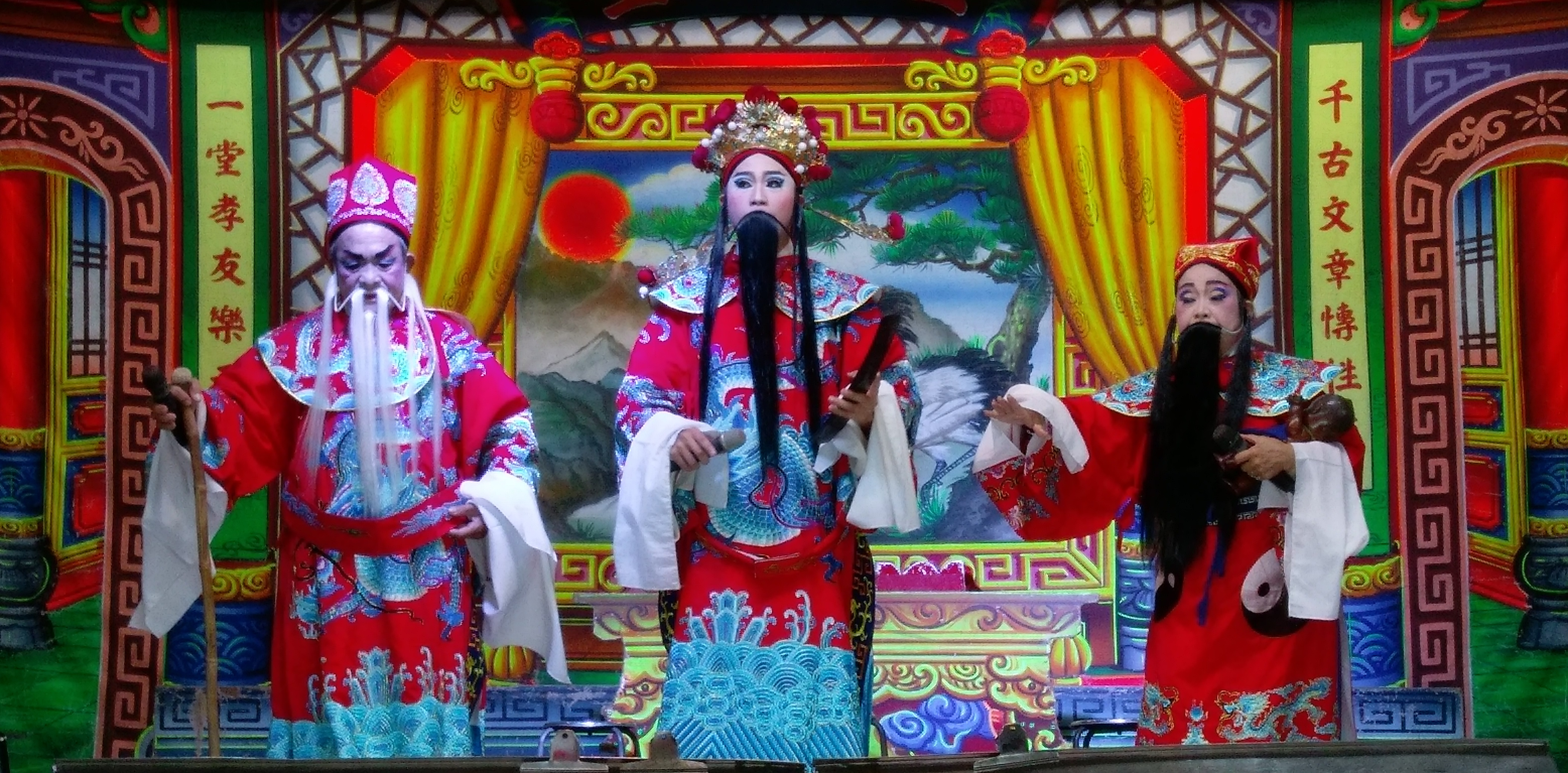
Les trois grands immortels, lors d'une représentation d'opéra taïwanais, en 2018.

L'opéra taïwanais (chinois traditionnel : 歌仔戲 ; pinyin : gēzǎixì ; pe̍h-ōe-jī : koa-á-hì ; litt. « Chanson de Drame »), communément appelé opéra Ke-Tse ou opéra Hokkien, est une forme de théâtre traditionnel originaire de Taïwan. L'opéra taïwanais utilise une combinaison stylisée des registres littéraire et familier du taïwanais. Sa forme la plus ancienne adoptait des éléments de chansons folkloriques de Zhangzhou (Fujian), en Chine. Ses intrigues sont traditionnellement tirées de contes populaires du sud de la région du Fujian, bien que ces dernières années, les histoires se déroulent de plus en plus à Taïwan même. L'opéra taïwanais a ensuite été exporté dans d'autres régions où l'on parle le hokkien, comme Singapour, la Malaisie, les Philippines et le Fujian.
L'opéra taïwanais est considéré comme l'incarnation de l'histoire et de la tradition taïwanaises, car la crise d'identité politique de Taïwan a façonné son développement.

## Histoire

### Origines
L'opéra taïwanais est la seule forme de théâtre traditionnel Han connue pour être originaire de Taïwan, plus précisément de Yilan. Au début, la plupart des immigrants Han de Yilan étaient originaires de Zhangzhou, dans le Fujian, apportant avec eux le dialecte Hokkien de Zhangzhou.
Les Koa-á étaient des ballades narratives parlées en hokkien. Chaque ligne pouvait compter cinq ou sept caractères, et toutes les quatre lignes constituaient un paragraphe.

### Formation

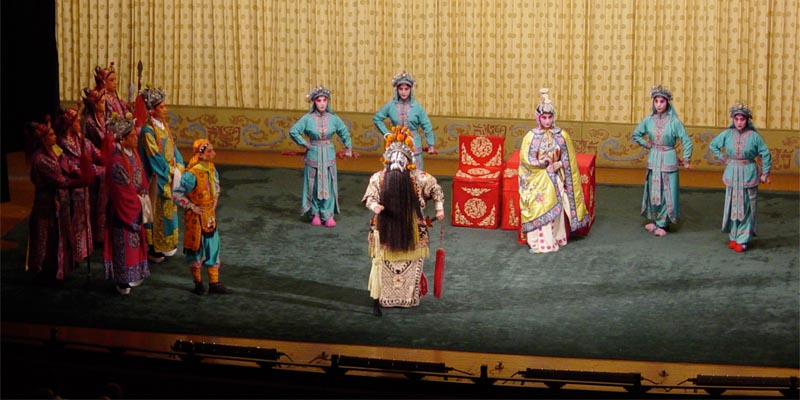
Adieu ma concubine, pièce de l'opéra de Pékin classique. La femme, la consort Yu, aime profondément le Roi Xiang Yu (au milieu de la scène) et lorsqu'il échoue à la guerre, elle se suicide pour lui.

Le Jinge (錦歌) est le précurseur de l'opéra taïwanais. Dès le XVIIe siècle, des immigrants du sud du Fujian, en Chine, ont apporté à Taïwan le Jinge, des chansons populaires qui mettent en scène la poésie en dialecte local. Vers le XIXe siècle, des chanteurs amateurs du Gilan ont modifié le Jinge et ont progressivement développé un nouveau style appelé Kua-a (chinois : 歌仔 ; pinyin : gēzǎi ; pe̍h-ōe-jī : Koa-á).
Outre le Jinge, l'opéra taïwanais a absorbé les styles des opéras officiels, notamment l'opéra de Pékin, l'opéra Luantan (亂彈戲), l'opéra Siping (四平戲), l'opéra Liyuan (梨園戲) et l'opéra Gaojia (高甲戲). Entre 1923 et 1949, des troupes d'opéra pékinois de Shanghai et de Fujian ont fait une tournée à Taïwan. Certains acteurs sont restés à Taïwan et sont devenus directeurs d'interprétation d'opéras taïwanais. Les influences des opéras pékinois sont visibles dans le répertoire, la gestuelle, le mouvement, la musique de percussion et les costumes. Les thèmes de combat et les mouvements acrobatiques sont devenus des standards dans les opéras.

### Premiers développements
Taiwan a été sous domination japonaise de 1895 à 1945. Au début, le gouvernement japonais a laissé les coutumes locales se développer sans trop d'interférence et l'opéra taïwanais a continué à prospérer. Dans son livre Taiwanese Opera, Ho-yi Lin décrit comment l'opéra taïwanais a pris racine en Chine. Elle déclare : « Il est intéressant de noter qu'en 1928, la troupe San Le Hsuan (三樂軒班), en pèlerinage au temple Wu Wang dans le sud du Fujian, s'est produite avec un grand succès à Bai-chiao (白礁) et à Xiamen [...] Par la suite, des troupes taïwanaises telles que Ni Sheng, Ni Kuan, Dan Feng, Mu Dan et Tun Yi se sont également produites dans la province du Fujian. »

### Premier déclin (1936–1945)

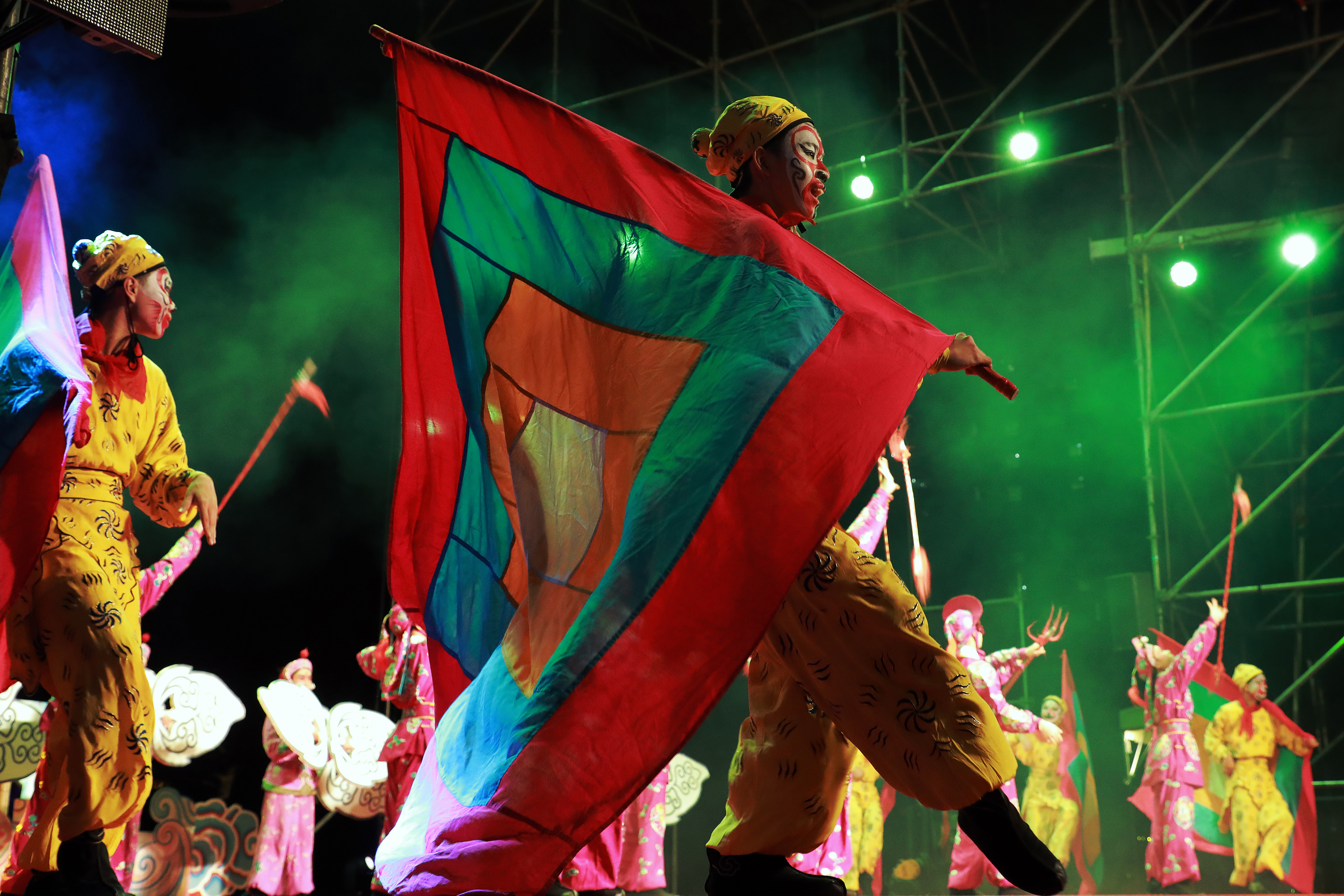
La (en 2017) de la fête nationale de la république de Chine présente l'Académie nationale de Taïwan de Xiqu, qui a fait le tour du monde à plusieurs reprises.

Après le déclenchement de la guerre du Pacifique, le gouvernement japonais changea la politique précédente et mit en place une politique de Kōminka qui encourageait la japonisation. Pendant cette période, le gouvernement japonais a interdit les représentations publiques d'opéra taïwanais. Même si de nombreuses troupes ont été dissoutes et que l'opéra taïwanais a connu son premier déclin, la population locale a tout de même essayé de jouer des opéras taïwanais en secret. L'opéra taïwanais, également connu sous le nom de wangguodiao (亡國調 ; littéralement, « musique d'une nation mourante ») a permis aux Taïwanais de rechercher leur identité et de lutter pour l'« entre-deux » des influences culturelles de Taïwan, du Japon et de la Chine.
Certains dissidents, comme la troupe de théâtre Ruiguang, dans le nord de la préfecture de Taipei, a créé son propre « nouveau drame ». La japonisation ayant interdit l'opéra taïwanais traditionnel, cette troupe se contentait de présenter un « nouveau drame » qui était une variation moderne de l'opéra taïwanais, avec des costumes modernes. La fièvre du « mouvement du nouveau drame » s'est finalement calmée en 1940.

### Période dorée (1945–1962)
Après la rétrocession de Taïwan à la république de Chine, l'opéra taïwanais a été relancé et plus de cent troupes ont été formées en un an. En 1949, il y avait plus de cinq cents troupes enregistrées. L'opéra taïwanais est entré dans son âge d'or. À cette époque, Chen Cheng-san (陳澄三) fonde la troupe Kung Le She (拱樂社) et devient la première personne à utiliser des scénarios écrits pour les représentations. Il a demandé à Chen Shou-jing d'écrire les scénarios des Rêves brisés de la chambre rouge (紅樓殘夢).
Même pendant sa période dorée, l'opéra taïwanais a continué à relever des défis et à s'adapter aux changements de l'environnement politique et culturel. L'essor des nouveaux médias de diffusion, notamment la radio, les films et les émissions de télévision, l'influence et la popularité des chansons pop et des films occidentaux ont attiré l'attention du grand public et représenté une concurrence sérieuse. Pendant la loi martiale de 1949 à 1987, le gouvernement du Kuomintang a relancé le Conseil de promotion du mandarin et a découragé ou, dans certains cas, interdit l'utilisation du hokkien et d'autres dialectes. Cette situation et le changement d'environnement politique n'ont guère soutenu cette forme d'art basée sur la langue taïwanaise. Les représentations en salle ont diminué et les troupes d'opéra ont expérimenté des représentations à la radio, au cinéma, à la télévision et dans de grands espaces extérieurs.

### Transformation

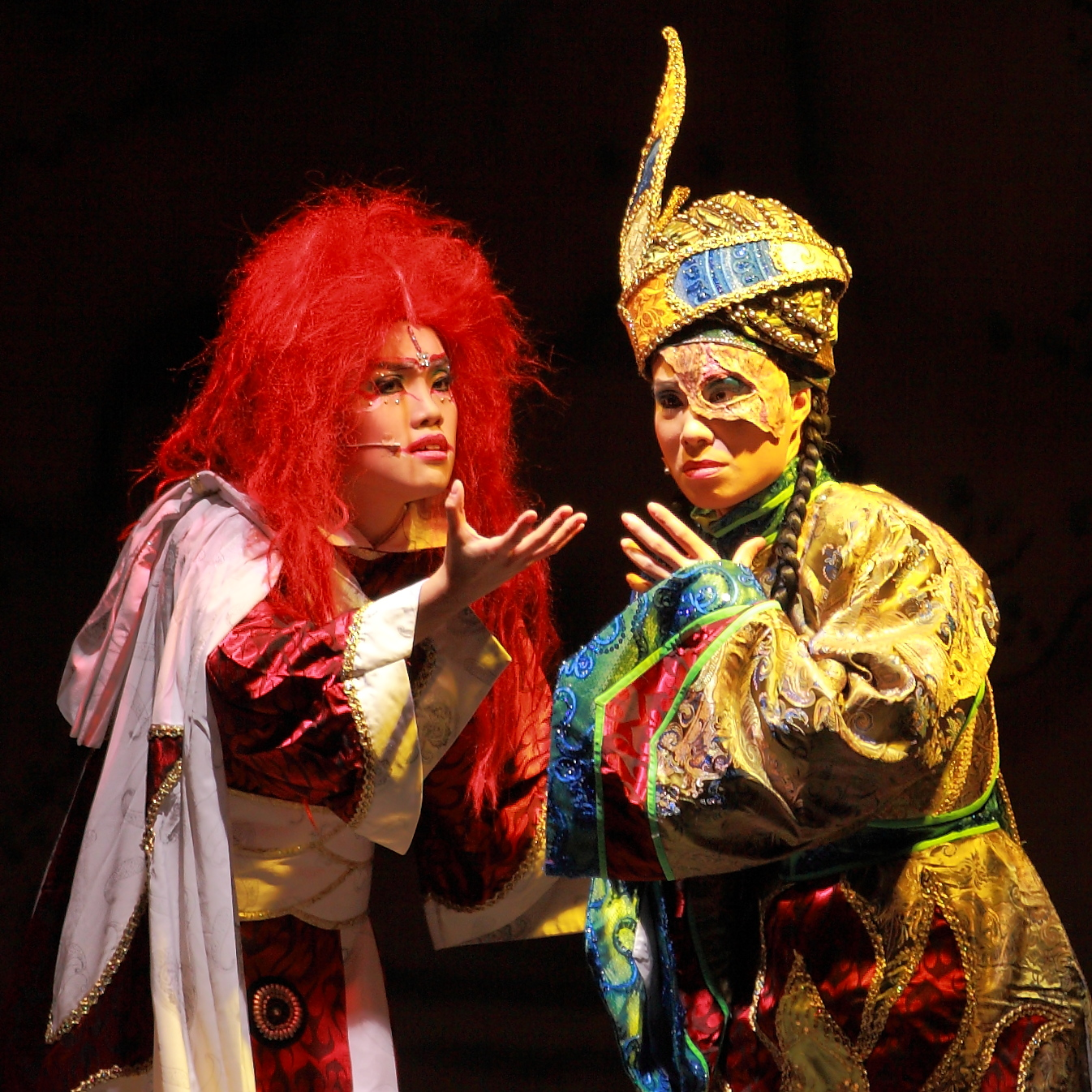
Spectacle de rue d'opéra taïwanais, en 2010.

À partir de 1954, les opéras taïwanais sont diffusés sur les radios. En 1955, Chen Cheng-san a filmé le premier film en blanc et noir de l'opéra taïwanais Xue Pin-Gui et Wang Bao-chuan (薛平貴與王寶釧) et la première a été un énorme succès. En 1962, la télévision taïwanaise a été créée et a commencé à diffuser des opéras taïwanais. En 1982, la troupe d'opéra taïwanaise de Chinese Television System (CTS) s'est produite en mandarin (au lieu du hokkien). Les opéras télévisés sont similaires aux feuilletons et ont considérablement augmenté la popularité des opéras taïwanais. Cependant, certains éléments traditionnels sont perdus car les émissions télévisées comportent moins de chant et de mouvements corporels.
Au début des années 1980, l'opéra taïwanais a été amené au public de la télévision, avec Yang Li-hua (en) comme visage populaire, mais les éléments artistiques sont restés largement traditionnels. L'opéra taïwanais, comme d'autres formes d'opéra et de théâtre chinois dans le monde, fait souvent appel traditionnellement à des interprètes travestis (反串 ; fǎnchùan ; hóan-chhòan), plus précisément des femmes interprétant des rôles d'hommes dans le cas de l'opéra taïwanais.
Les formes modernes et expérimentales montrent une certaine propension au syncrétisme. Des instruments occidentaux tels que le saxophone et la guitare ont été utilisés dans certaines représentations. Parmi les adaptations occidentales libres, citons Le Revizor de Nikolaï Gogol. Peut-être en raison de l'influence du mouvement de localisation taïwanais (en), des histoires se déroulant à Taïwan, ainsi que des personnages et des histoires aborigènes, ont été développés ces dernières années. Les formes taïwanaises de l'opéra Hakka de cueillette du thé montrent une certaine influence. Les amateurs de cet opéra attribuent sa pertinence à la volonté des interprètes de s'adapter aux temps modernes en termes de style et de diversité artistique.

### Second déclin

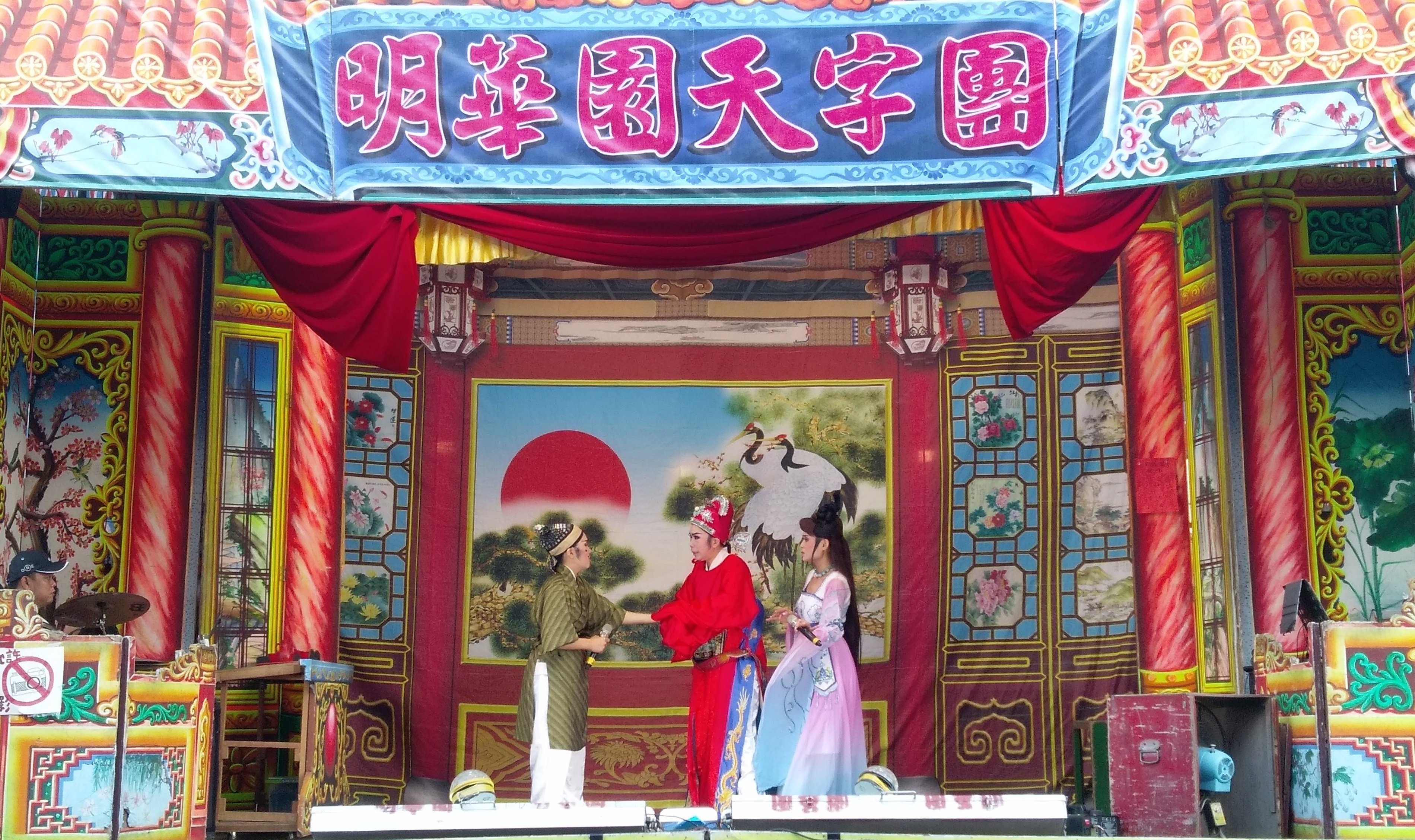
Le Ming Hwa Yuan Arts and Culture Group, en 2020.

Le succès de l'opéra taïwanais dans l'industrie du cinéma et de la télévision devient ironiquement l'une des causes du déclin des représentations en salle. Chen Shen-Fu, producteur général du Ming Hwa Yuan Arts and Culture Group, a déclaré : « Même si nous savons que tout ce qu'ils font est pour survivre, ce n'est pas juste. Ils font quelque chose qui va tuer la vie de l'opéra ». D'autres facteurs incluent les changements de politique et de structure sociale et les influences occidentales. Tsai a résumé la période de déclin :

« Les principaux changements sociaux ont été l'essor de nombreuses formes de divertissement dans les années 1960 et la transformation de la société, qui est passée de l'agriculture à l'industrie et au commerce dans les années 1970. Les politiques gouvernementales qui ont nui à l'opéra taïwanais étaient 1) la promotion du seul théâtre national - l'Opéra de Pékin, 2) la standardisation des pièces, et 3) les restrictions sur les représentations religieuses et sur l'utilisation des dialectes. »

## Perspectives
L'opéra taïwanais est considéré comme l'incarnation de l'histoire et de la tradition taïwanaises, et la crise d'identité politique de Taïwan a façonné son développement. L'histoire de l'opéra taïwanais reflète la croissance et les changements de la société taïwanaise, depuis les premières influences de l'immigration, l'oppression du mouvement Kōminka, jusqu'au faible soutien de l'État pendant l'ère de la loi martiale et les transformations des médias modernes. L'opéra taïwanais lutte pour conserver sa vitalité.
Les opéras raffinés présentés dans des salles de concert modernes donnent une nouvelle orientation au développement de l'opéra taïwanais. L'une des troupes les plus remarquables est le Ming Hwa Yuan Arts and Culture Group (MHY) :

« En 1983, le MHY a été le premier parmi d'autres théâtres populaires à se produire sur la scène d'un théâtre national, le Mémorial de Sun Yat-sen. Un exemple plus parlant est celui de 1989, lorsque le MHY a obtenu la permission de se produire sur la base aérienne de Zhihang. Auparavant, seul l'opéra de Pékin avait été considéré comme suffisamment approprié pour se produire dans les bases militaires. Trois ans plus tard, MHY a fait la tournée des écoles militaires. La réponse du public a été bien plus enthousiaste que pour l'opéra de Pékin. »

Cette transformation se reflète également sur les intrigues des opéras. Les intrigues traditionnelles sont des événements historiques et héroïques, des légendes et des mythes. Les opéras taïwanais ont progressivement ajouté des éléments plus romantiques. Le drame intense et les relations amour-haine sont au centre des opéras télévisés. Légende du serpent blanc est une histoire typique qui combine le mythe, la religion et la romance.

## Caractéristiques de l'opéra taïwanais

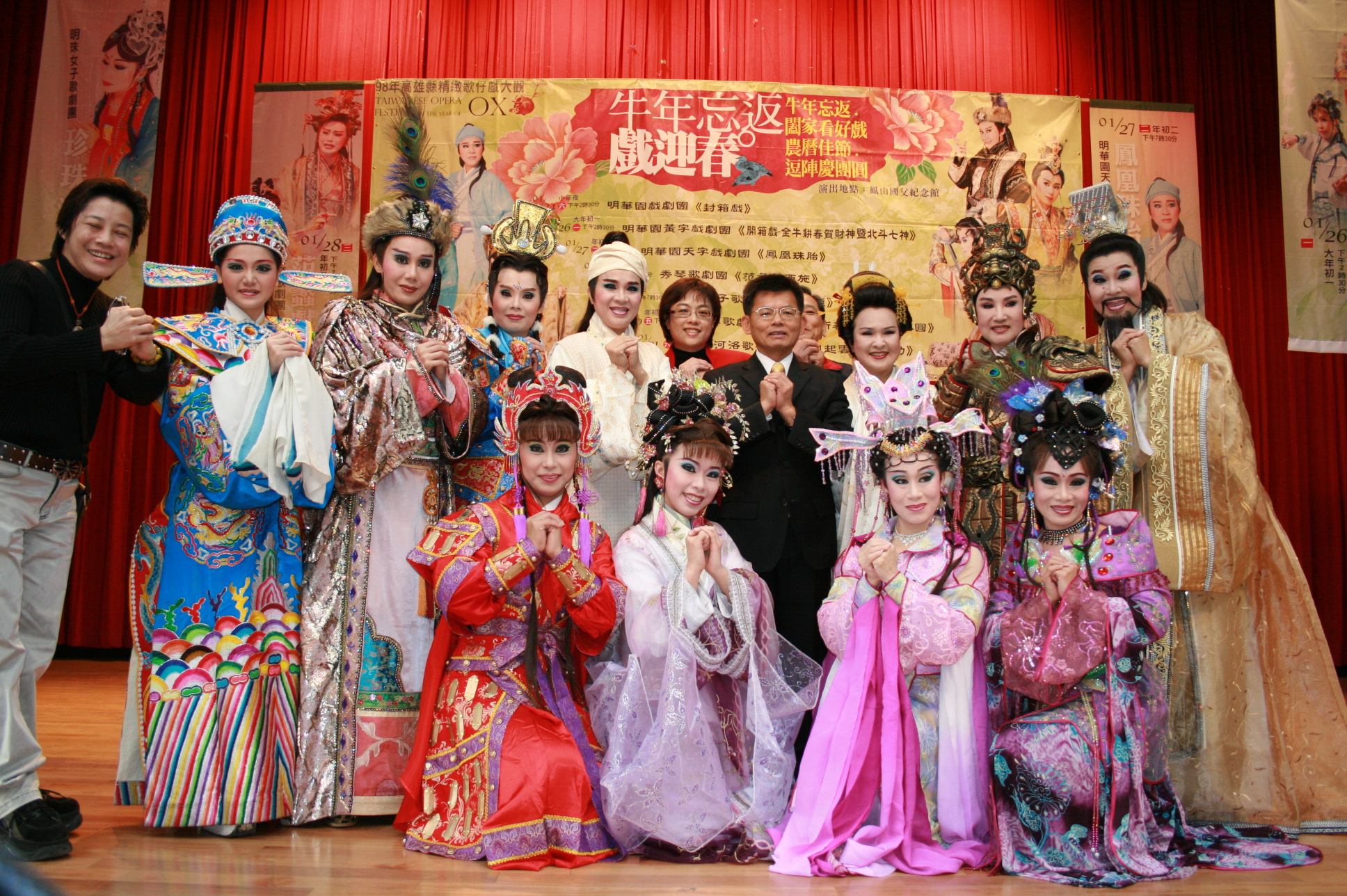
Les personnages d'une représentation d'opéra taïwanais, en 2009.

À l'origine, il y a trois rôles dans l'opéra taïwanais, Sheng (en), Dan (en) et Chou (en). Plus tard, lorsque l'opéra taïwanais a commencé à intégrer davantage de styles d'autres grands opéras, il s'est progressivement élargi pour inclure huit personnages majeurs.

### Rôles masculins
Sheng (en) (生). Ces personnages sont doux et courageux.
- Laosheng (老生)
- Xiaosheng (小生)
- Fusheng (副生) : second rôle
- Fansheng (反生)
- Wusheng (武生) : artiste martial

Le laosheng est un homme plus âgé. Les vieux shengs ont un caractère chaste et décent. Les jeunes personnages masculins sont connus sous le nom de xiaosheng.

### Rôles féminins
Dans l'opéra taïwanais, il existe quatre sous-types de rôles Dan (en) (旦).
- Laodan (老旦) : second rôle féminin, âgé
- Ku dan (苦旦) : personnage féminin douloureux
- Wu dan (武旦) : femme guerrière
- Hua dan (花旦) : personnage mignon ou drôle, ou servante

Le Laodan est un rôle plus âgé et digne et de grande probité. Elle révèle également son sentiment d'affection aux enfants et prend donc le parti de ses enfants.
siao chou

### Bouffon
Le Chou (en) est un bouffon masculin.

### Costumes

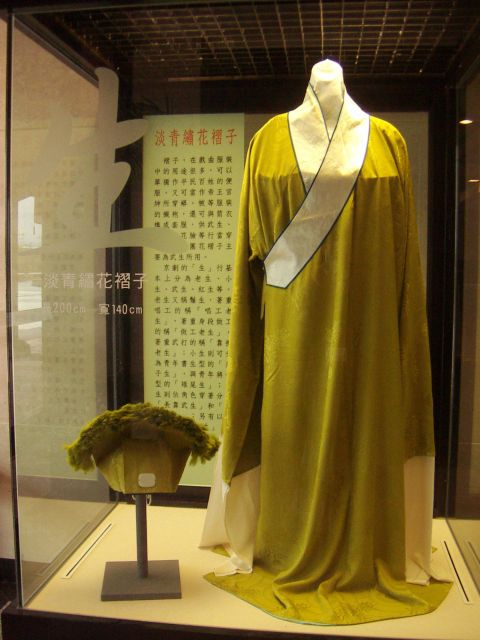
Costume de Sheng
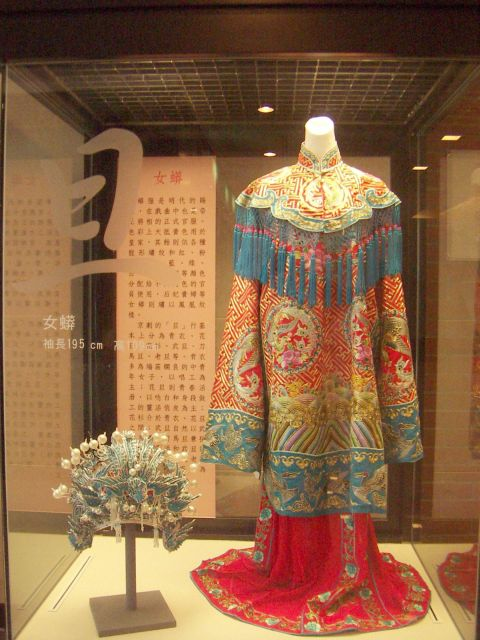
Costume de Dan
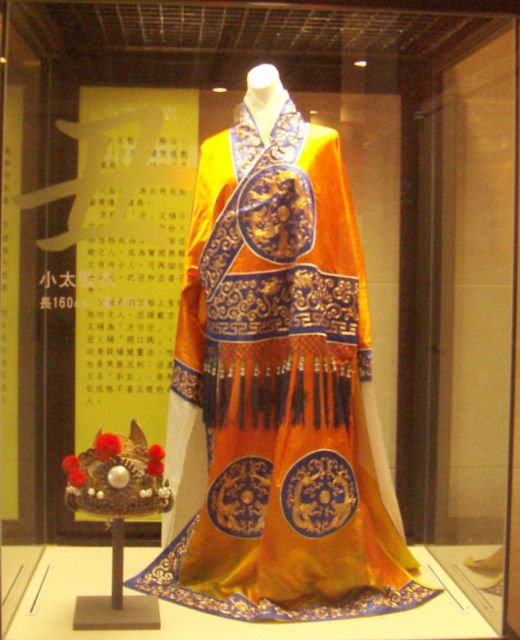
Costume de Chou

### Éléments scéniques

#### Figures scéniques
Les propriétés et les figures de la scène font partie de la danse. L'opéra taïwanais n'est pas graphique. Parfois, une chaise dans l'opéra taïwanais représente une clôture ou un pont. Lever des drapeaux rouges représente le feu, lever des drapeaux bleus représente l'eau, et lever des drapeaux noirs représente le vent. Il existe de nombreux types de figures :
- Entrées et sorties
- Tirer une montagne
- Marcher en cercle
- La marche à genoux
- Petits pas rapides
- Balayer les cheveux
- Le saut de la chauve-souris
- Le geste du vertigineux
- Les manches à eau

#### Voix
Le plus important dans l'opéra taïwanais est la musique pour voix.

#### Instruments
Un large éventail d'instruments de musique traditionnels est utilisé dans l'opéra taïwanais, parmi lesquels le kezaixian (en), le daguangxian, le suona et le jinghu.

### Opéra de cueillette de thé à trois rôles
L'opéra à trois rôles est connu comme l'histoire du cultivateur de thé Zhang Sanlang, interprétée par un clown et deux rôles féminins. L'intrigue et le chant sont fixes. L'opéra à trois rôles du cueilleur de thé est simple et ne dispose pas de scène officielle. La scène est construite avant la représentation.